# Delfshaven (métro de Rotterdam)
Pour l’article homonyme, voir Delfshaven.
Delfshaven (« Port de Delft » en néerlandais) est une station de la section commune des lignes A, B et C du métro de Rotterdam. Elle est située sous le Schiedamseweg (« chemin de Schiedam ») dans l'arrondissement Delfshaven à Rotterdam aux Pays-Bas.
Mise en service en 1986, elle est desservie depuis 2009 par les rames des lignes A, B et C du métro.

## Situation sur le réseau

Plan du métro.

Établie en souterrain, Delfshaven, est une station de passage de la section commune entre la ligne A, la ligne B et la ligne C du métro de Rotterdam. Elle est située : entre la station Coolhaven, sur la section commune (A+B+C), en direction du terminus nord de la ligne A Binnenhof, ou du terminus nord de la ligne B Nesselande ou du terminus nord de la ligne C De Terp; et la station de la section commune A+B+C Marconiplein, en direction : du terminus sud-ouest de la ligne A Vlaardingen-West, ou terminus sud-ouest de la ligne B Hoek van Holland-Haven, ou du terminus sud de la ligne C De Akkers,,,.
Elle comporte les deux voies de la ligne, encadrées par deux quais latéraux.

## Histoire
La station Delfshaven est mise en service le 25 avril 1986, lors de l'ouverture à l'exploitation du prolongement de Coolhaven à Marconiplein.
Lors de sa rénovation en 2001, les murs des quais ont été décorés de motifs traditionnels de bleu de Delft. Les lignes du métro sont renommées, en décembre 2009, selon la dénomination toujours en vigueur : A, B et C.

## Services aux voyageurs

### Accès et accueil
La station est équipée d'automates pour l'achat ou la recharge de titres de transports et elle dispose d'ascenseurs pour l'accessibilité des personnes à la mobilité réduite. À l'entrée de la station de métro se trouve une statue du sculpteur Eddy Roos (nl) et un petit bureau qui bénéficie d'une vue d'ensemble sur le hall de la station.

### Desserte
Delfshaven est desservie par les rames des lignes A, B et C du métro.

Installations
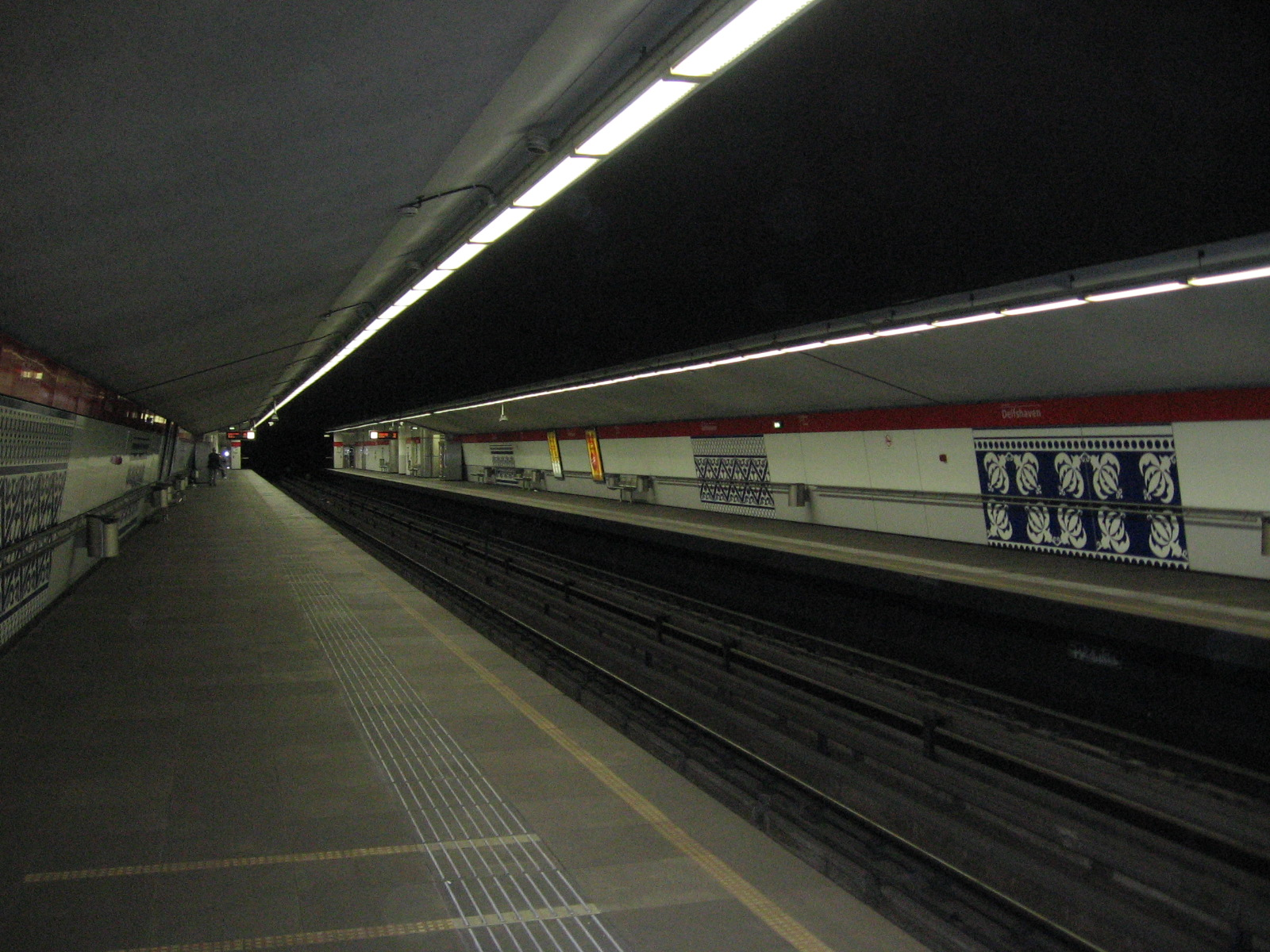
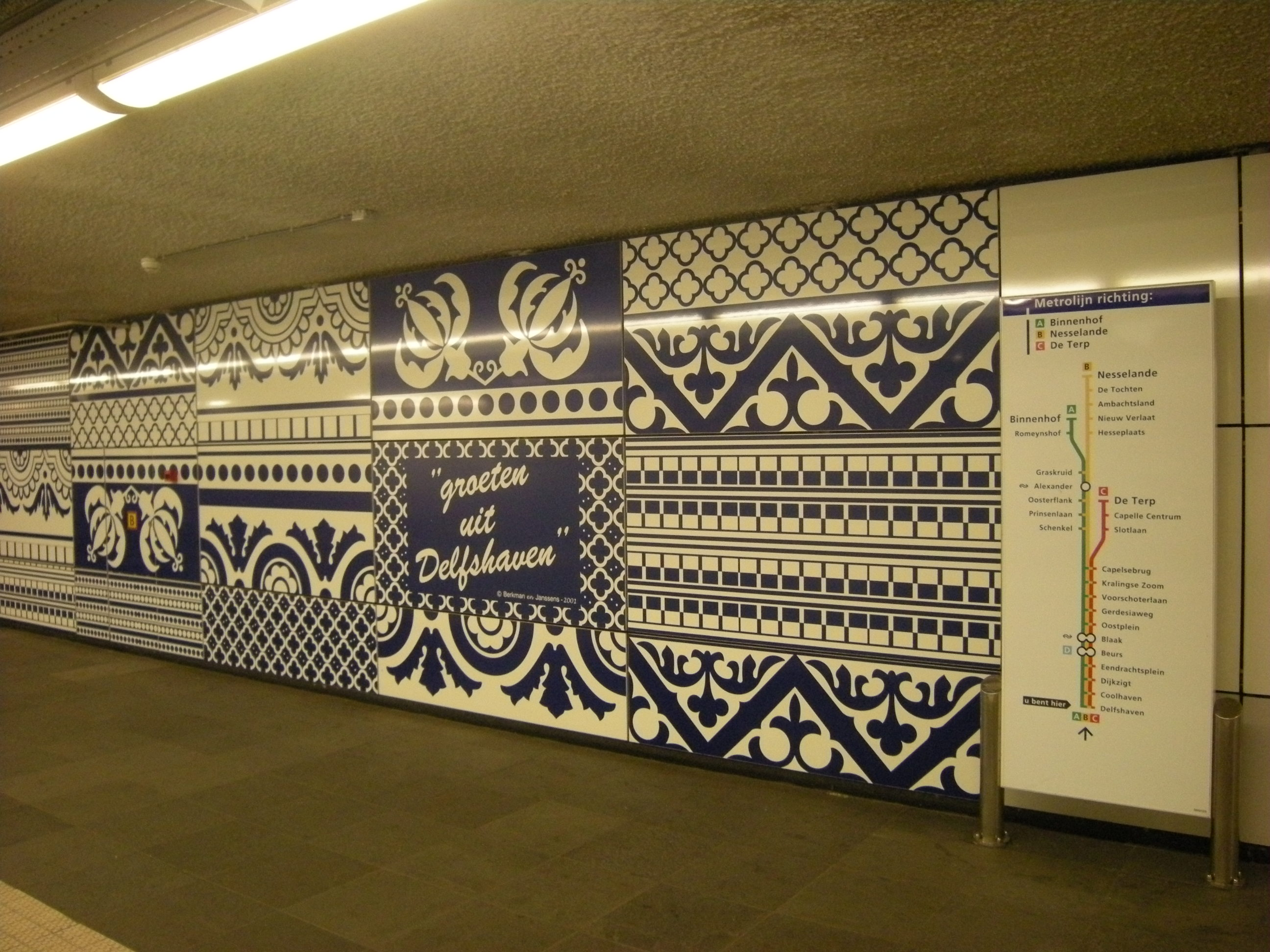
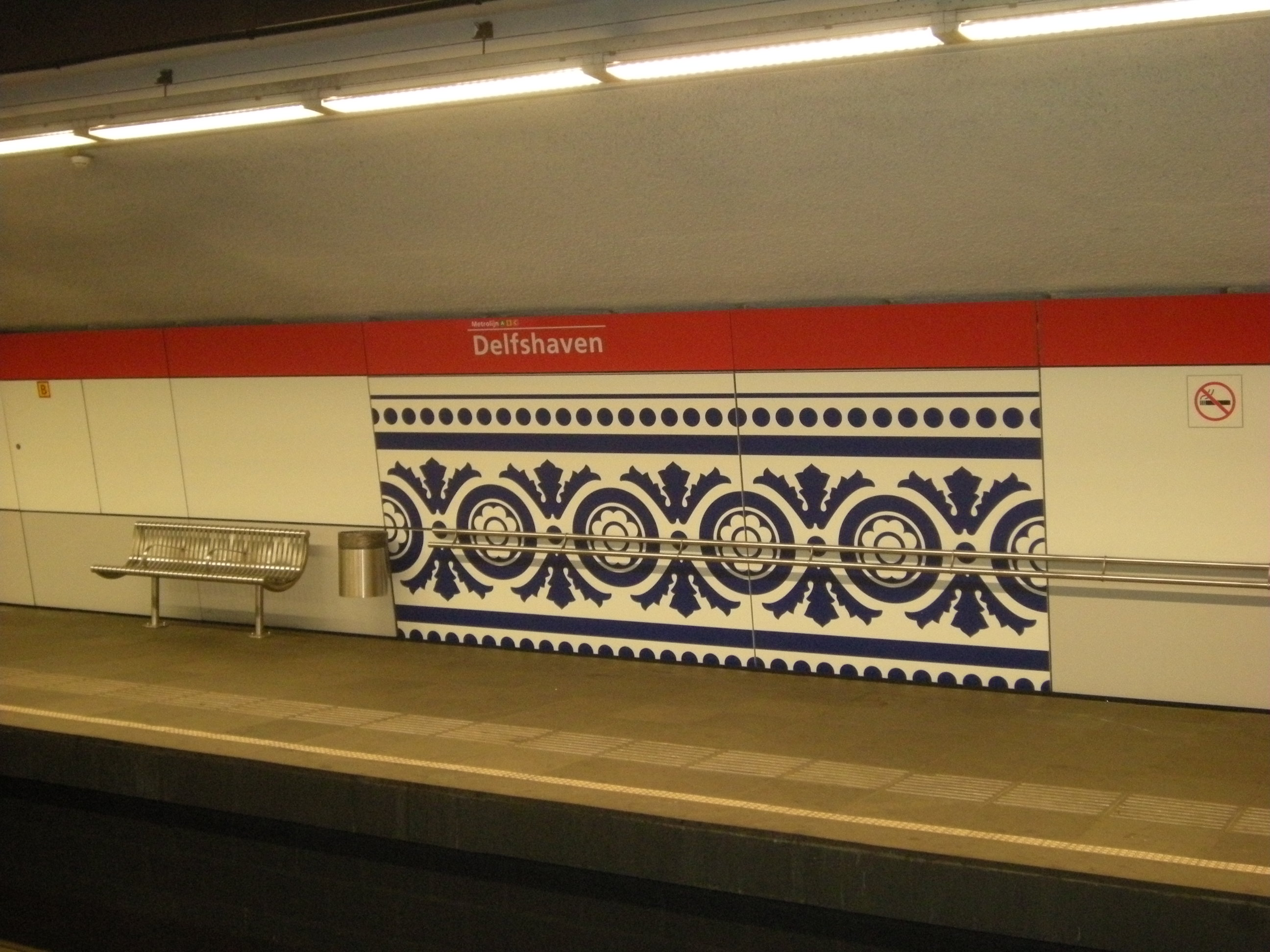

### Intermodalité
La station est desservie par des arrêts de la ligne 8 du tramway de Rotterdam.

## À proximité
Elle dessert notamment la Valentijnschool.